# Köckritz (Adelsgeschlecht)
Köckritz, auch Köckeritz, ist der Name eines alten ursprünglich vogtländischen Adelsgeschlechts, dessen Zweige zum Teil bis heute bestehen. Die Herren von Köckritz gelangten später auch in Böhmen, Schlesien und der Niederlausitz zu Besitz und Ansehen.

## Geschichte

### Herkunft
In älterer Literatur werden eine schlesische Herkunft des Geschlechts oder wendische Ursprünge aus der Lausitz vermutet. Von dort aus sollen sich Zweige der Familie in den benachbarten Ländern niedergelassen haben.
Das Geschlecht erscheint erstmals im Jahre 1209 mit Poppo et Henricus de Kokericz urkundlich. Die ununterbrochene Stammreihe beginnt mit Konrad von Kokericz, der ab 1287 in Urkunden genannt wird. Köckritz, das gleichnamige Stammhaus und Rittergut, ist heute ein Ortsteil der Gemeinde Harth-Pöllnitz im Landkreis Greiz in Thüringen.

### Ausbreitung und Persönlichkeiten

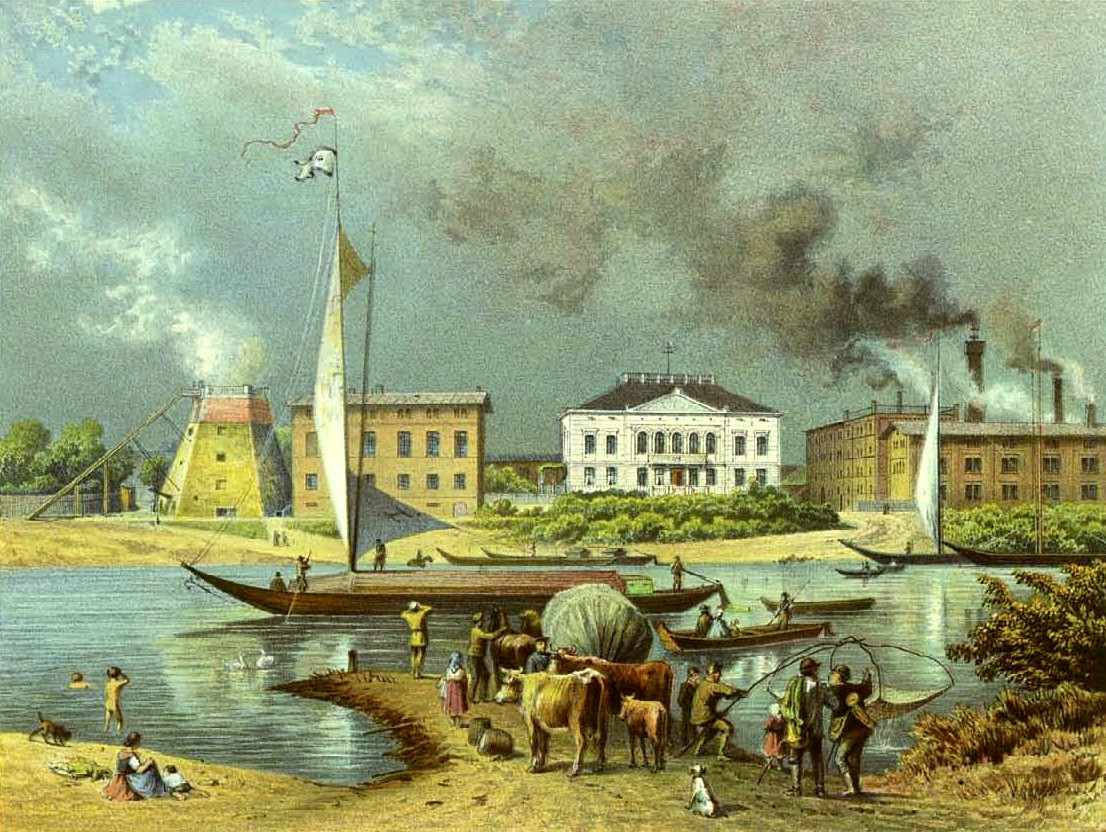
Rittergut Koppen um 1860, Sammlung Alexander Duncker, seit 1827 im Besitz von Carl von Köckeritz

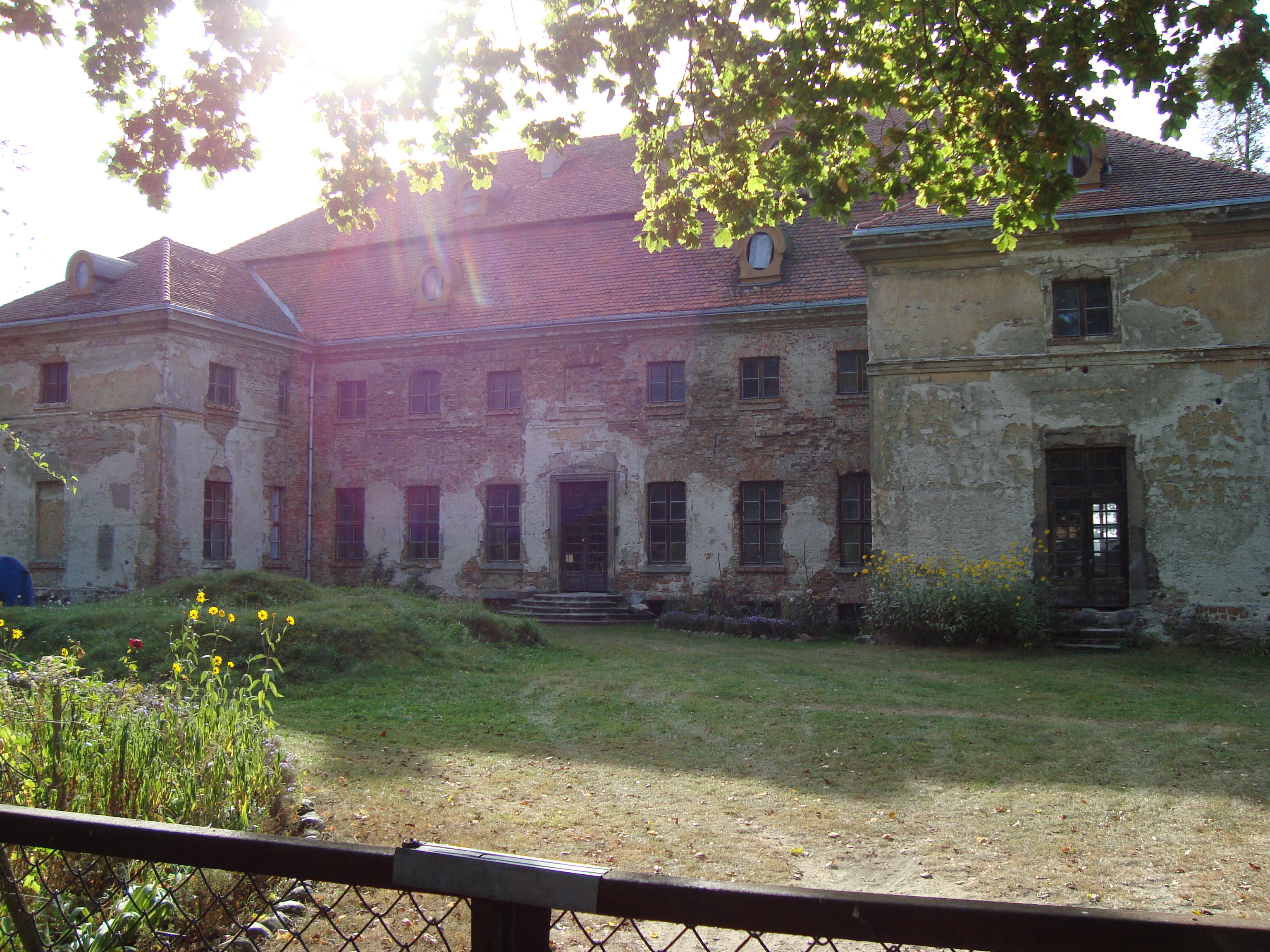
Gutshaus Groß-Sürchen

Lorenz Peckenstein nennt den Ritter Poppo von Köckritz, um 1304 Herr zu Altdöbern, als Kriegshelden. Aus einer Urkunde von 1326 geht hervor, dass Heinrich von Köckritz im Lehnbesitz der Burg und Herrschaft Elsterwerda des Meißner Markgrafen war. In einer Urkunde von 1343 erscheint mit Conrad von Köckritz ein Besitzer namentlich als „Herr von Elsterwerda“; die Familie blieb bis 1512 im Lehnsbesitz. Zu der Herrschaft Elsterwerda gehörten auch Kraupa, Krauschütz, Biehla, Kotschka, Plessa, Dreska und Kahla. Im Jahr 1408 erscheinen Konrad und Poppo von Köckritz auf Saathain und Glaubitz.
Walther von Köckritz war von 1407 bis 1411 Bischof von Merseburg und wurde nach Gründung der Leipziger Universität deren erster Cancellarius perpetuus (Kanzler). Ein Ditpold Köckritz wird um die gleiche Zeit als der tapferste Ritter des Deutschen Ordens genannt. Johann von Köckritz nahm 1414 am Konstanzer Konzil teil. 1426 sollen in der Schlacht bei Aussig 26 Köckritzer, die im Heer des sächsischen Kurfürsten Friedrich des Streitbaren gekämpft hatten, gefallen sein.
Um das Jahr 1500 lebte der Ritter Georg von Köckritz auf dem Schloss Reddern und auf Schloss Elsterwerda. 1509 ließ der Ritter Johann von Köckeritz auf Elsterwerda eine alte Fehde mit dem Meißner Bischof Johann VI. von Saalhausen wieder aufleben, indem er stellvertretend die Pfarrer von Elsterwerda und Ortrand angriff. Herzog Georg der Bärtige ermahnte ihn streng und ließ, weil der Ritter nicht nachgab, Elsterwerda durch zwei Amtsleute gewaltsam einnehmen.
1527 wurde den Brüdern Georg und Hans von Köckritz der Besitz ihrer Lehngüter Reddern, Peitzendorf, Gräbendorf und Göritz (bei Altdöbern) bestätigt.
Die Stammlinie konnte erfolgreich fortgesetzt werden und Zweige der Familie wurden auch in den schlesischen Fürstentümern, in der Lausitz und in Kurbrandenburg sesshaft. Angehörige des Geschlechts bekleideten im späteren Königreich Preußen hohe Staats- und Hofämter und dienten als Offiziere in der Königlich Preußischen Armee. Karl Leopold von Köckritz aus dem Haus Zielenzig (* 1744) trat 1762 in die Preußische Armee, wurde 1797 Generaladjutant und 1805 zum Generalmajor befördert. Er starb 1821 als Generalleutnant und galt zu seiner Zeit als vollendeter Hofmann.
In Böhmen besaß die Familie unter anderem die Herrschaften Hackeberg und Wenzenberg. Sie wurden jedoch im 17. Jahrhundert, infolge der Religionsstreitigkeiten während des Dreißigjährigen Krieges, aufgegeben. Ihr letzter Besitzer Christoph Volkmar von Köckritz starb 1657 in Dresden.
Im Königreich Preußen war noch Mitte des 19. Jahrhunderts Karl Friedrich Otto Sigismund Freiherr von Köckritz, Landesältester, zu Groß-Sürchen (heute: Żerków), Leipnitz, Pathendorf und Thiergarten, alle im ehemaligen Landkreis Wohlau/Niederschlesien gelegen, sowie zu Kniegnitz im Landkreis Neumarkt besitzlich. August Heinrich von Köckritz, königlich preußischer Major, war Herr auf Siewisch im Landkreis Calau und Friedrich von Köckritz, königlich preußischer Major, war Herr auf Kosemitz im Landkreis Nimptsch.

### Standeserhebungen
Karl von Köckritz auf Groß-Sürchen, Leipnitz und Pathendorf, Landesältester des Landkreises Wohlau, wurde am 15. Oktober 1840 zu Berlin in den preußischen Freiherrenstand erhoben. Der Titel war in Primogenitur aus je adeliger Ehe und gebunden an den Besitz von Groß-Sürchen (Diplom ausgestellt am 9. Mai 1846).
Am 23. Dezember 1907 erhielt Diepold von Köckritz, Fideikommissherr auf Mondschütz mit Kanthen im Landkreis Wohlau, königlich preußischer Kammerherr, Rittmeister außer Dienst und Mitglied des Preußischen Herrenhauses auf Lebenszeit, den preußischen Freiherrenstand durch Allerhöchste Kabinettsorder zu Potsdam Neues Palais (Diplom ausgestellt am 16. März 1908 zu Berlin). Der Freiherrentitel war in Primogenitur und geknüpft an den Besitz des Fideikommiss Mondschütz.

## Wappen

### Stammwappen
Das Stammwappen zeigt einen von Blau und Silber gespaltenen Schild mit drei (2:1) goldenen Lilien. Auf dem Helm mit blau-silbernen Helmdecken zwei Büffelhörner, das rechte blau und das linke silber.

### Freiherrliche Wappen
Die 1846 und 1908 verliehenen preußischen freiherrlichen Wappen zeigen den Wappenschild des Stammwappens mit zwei Helmen. Rechts der Stammhelm, auf dem linken mit blau-silbernen Helmdecken ein von Blau und Silber geteilten Flügel.

### Wappensage
Einer Sage nach soll ein Urahn der Familie in französischen Diensten gestanden haben. Nachdem der tapfer gegen die Feinde gekämpft hatte, wurde sein Schild, aus besonderer königlicher Gnade, mit Lilien beworfen. Seitdem soll das Geschlecht in einem gespaltenen Schild drei goldene Fleur-de-Lys führen, oben zwei und unten gegen die Spitze des Schildes eine.
Historische Wappenbilder

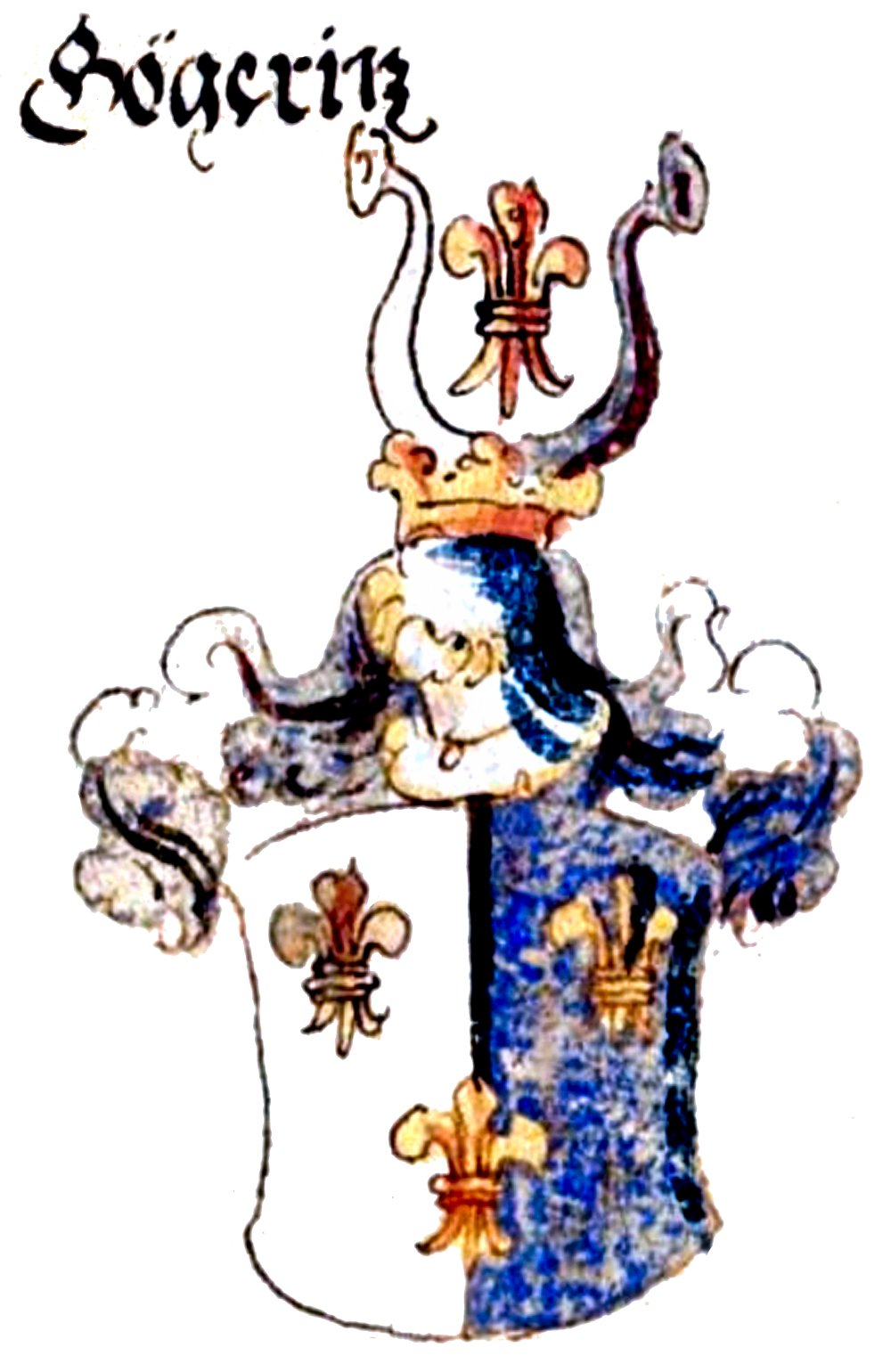
Abbildung in der „Sammlung von Wappen aus verschiedenen, besonders deutschen Ländern“, ca. 1600
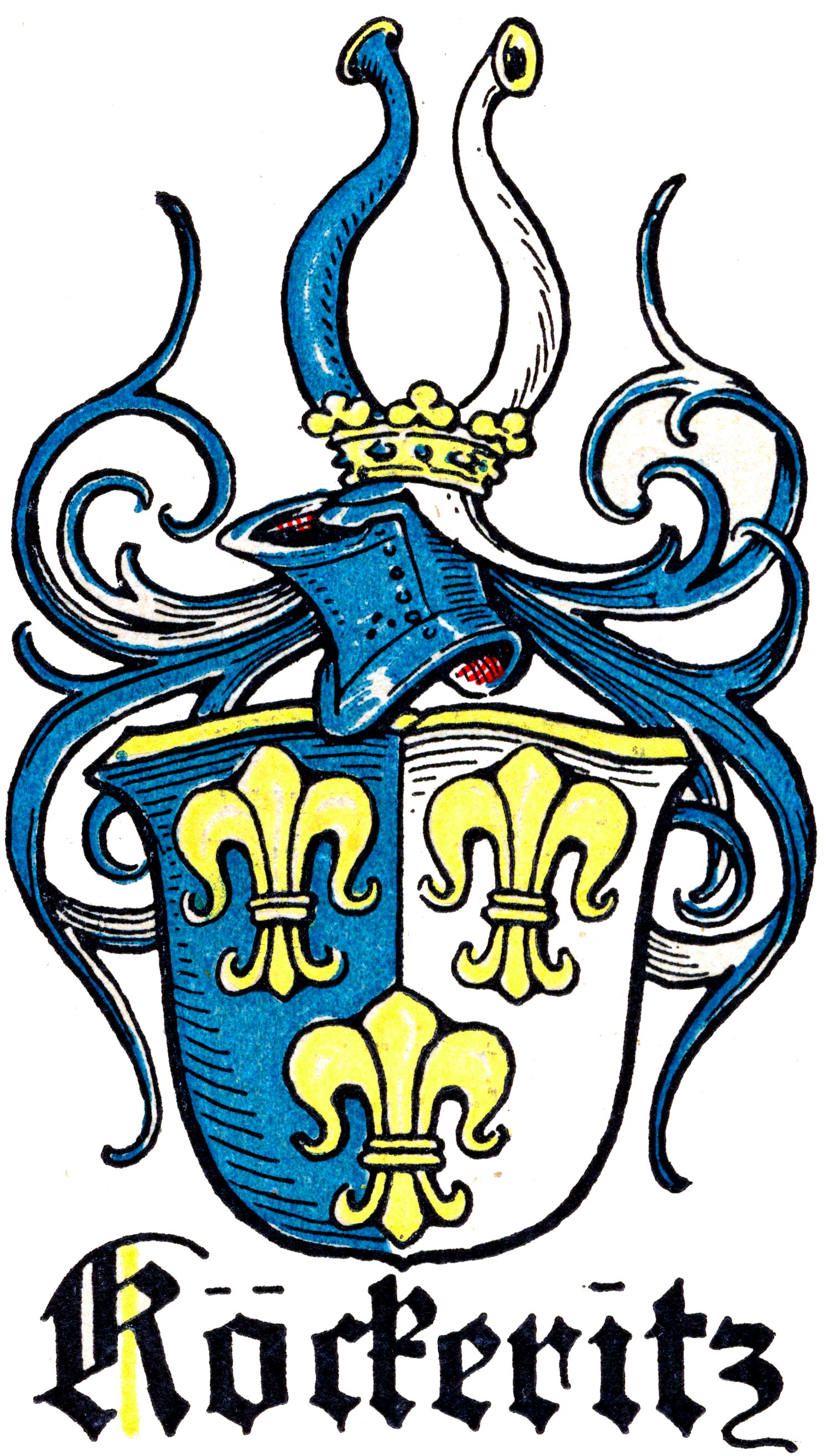
Wappengrafik von Otto Hupp im Münchener Kalender von 1934

## Namensträger
- Walther von Köckritz († 1411), Bischof von Merseburg
- Nickel von Köckritz († 1498 oder 1499), kursächsischer und königlich-böhmischer Rat und Landvogt von Meißen und der Niederlausitz
- Ernst Albrecht von Köckritz (1724–1800), preußischer Generalleutnant
- Karl Leopold von Köckritz (1744–1821), preußischer Generalleutnant
- Sieghardt von Köckritz (1928–1996), Ministerialbeamter